# Yevgueni Shishliannikov
Yevgueni Alexándrovich Shishliannikov –en ruso, Евгений Александрович Шишлянников– (Irkutsk, URSS, 7 de febrero de 1975) es un deportista ruso que compitió en halterofilia.
Ganó una medalla de plata en el Campeonato Mundial de Halterofilia de 1999 y cuatro medallas en el Campeonato Europeo de Halterofilia entre los años 1996 y 2000.

## Palmarés internacional
| Campeonato Mundial | Campeonato Mundial  | Campeonato Mundial | Campeonato Mundial |
| Año                | Lugar               | Medalla            | Categoría          |
| ------------------ | ------------------- | ------------------ | ------------------ |
| 1999               | Atenas (Grecia)     | Medalla de plata   | 105 kg             |
| Campeonato Europeo |                     |                    |                    |
| Año                | Lugar               | Medalla            | Categoría          |
| 1996               | Stavanger (Polonia) | Medalla de oro     | 108 kg             |
| 1997               | Rijeka (Croacia)    | Medalla de plata   | 108 kg             |
| 1998               | Riesa (Alemania)    | Medalla de plata   | 105 kg             |
| 2000               | Sofía (Bulgaria)    | Medalla de bronce  | 105 kg             |